# Kopalnia Węgla Kamiennego Anna
Kopalnia Węgla Kamiennego Anna – kopalnia węgla kamiennego w Pszowie. Wybudowana została w 1832 r., funkcjonowała samodzielnie do marca 2004 r., a jako KWK Rydułtowy-Anna - „Ruch Anna” do lutego 2012 r. Od 2015 r. część budynków dawnej kopalni wpisana została do rejestru zabytków.

## Historia
Początki kopalni Anna sięgają 1832 r., kiedy Ferdinand Friedrich August Fritze dokonał zgłoszenia kopalni wraz z prawem do budowy sztolni i prowadzenia robót w odkrytym na terenie Pszowa pokładzie węgla kamiennego. W zgłoszeniu Fritze nazwał kopalnię imieniem „Anna”. Pokład udostępniono szybem „Fund” o głębokości ok. 31 metrów. W 1903 r. wydobycie  kopalni  „Anna”  wyniosło 148 tys. ton węgla kamiennego, a zatrudnienie wzrosło ze 194 do 483 osób. W 1914 r. wybudowano linię kolejową łączącą KWK Anna ze stacją kolejową Olza. W latach 1914–1919 wg projektu wybitnego architekta Hansa Poelziga zbudowano zespół zabudowań szybu "Chrobry I" (dawniej "Rudolf") obejmujący budynek maszyny wyciągowej, nadszybie, sortownię z płuczką, warsztaty oraz zespół elektrowni z kotłownią i rozdzielnią. W kopalni Anna w 1940 r. wydobyto 1,377 mln ton węgla, a już trzy lata później 1,736 mln ton. W latach 1975–1994 zakład nosił nazwę "Kopalnia Węgla Kamiennego Anna w Wodzisławiu Śląskim" (Pszów był wówczas dzielnicą Wodzisławia). Kopalnia posiadała szyby górnicze w Pszowie, Wodzisławiu Śląskim-Jedłowniku, Wodzisławiu Śląskim-Kokoszycach, Wodzisławiu Śląskim-Zawadzie oraz Czyżowicach. W okresie stanu wojennego w kopalni miał miejsce strajk, przystąpiono wtedy do „militaryzacji” zakładu. Podziemny strajk był jednym z najdłuższych w stanie wojennym i zakończył się dopiero 20 grudnia 1981. W marcu 2004 r. oficjalnie połączono kopalnie Anna i Rydułtowy. Od tej pory KWK Anna działała jako „Ruch Anna” Kopalni Węgla Kamiennego Rydułtowy-Anna. W grudniu 2011 r. zamknięta została pszowska część kopalni Rydułtowy-Anna. Proces wygaszania „Ruchu Anna” trwał do lutego 2012 r., kiedy została definitywnie zamknięta. Po 179 latach w rejonie Pszowa wyczerpały się zasoby węgla. W Annie wydobywano bardzo wysokiej jakości węgiel koksujący. W 2013 roku wyburzono warsztaty. W 2015 roku zespół elektrowni i maszynownię projektu Hansa Poelziga wpisano do rejestru zabytków.  W 2016 roku kopalnia Anna została przez Kompanię Węglową przekazana Spółce Restrukturyzacji Kopalń (SRK), która planuje wyburzenie szybu "Chrobry II" z 1970 roku.
Kopalnię zabezpieczała Okręgowa Stacja Ratownictwa Górniczego w Wodzisławiu Śląskim.
15 maja 2019 roku Spółka Restrukturyzacji Kopalń przekazała w formie darowizny tereny po zamkniętej kopalni Anna, które miały wartość ponad 4,6 mln zł. Gmina Pszów zyskała w ten sposób tereny o powierzchni 7,4 ha, na których znajdowało się 10 budynków, 17 budowli oraz 18 ruchomych składników mienia.

## Teren po KWK Anna
Po zamknięciu KWK Anna, część jej terenu zagospodarowuje się na funkcje rekreacyjno-edukacyjne. Teren nosi nazwę ParkAny. Jest to gra słów łącząca „park” i KWK „Annę”. Na terenie dawnej kopalni powstaje w 2022 biblioteka i wieża widokowa na szybie Jan. Działania te mają być stopniowo rozszerzane na kolejne obiekty i tereny dawnej kopalni.
 Część budynków wpisanych jest do rejestru zabytków pod nr rej.: A/424/15 z 19.11.2015, są to:
- oberża, kasyno i dom towarowy (obecnie budynek administracji);
- kompleks dawnej elektrociepłowni (obecnie ciepłowni zasilającej miasto);
- budynek rozdzielni głównej elektrowni, budynek kotłowni;
- budynek administracji elektrowni oraz budynek maszynowni;
- budynek maszyny wyciągowej Szybu Chrobry I.

## Galeria

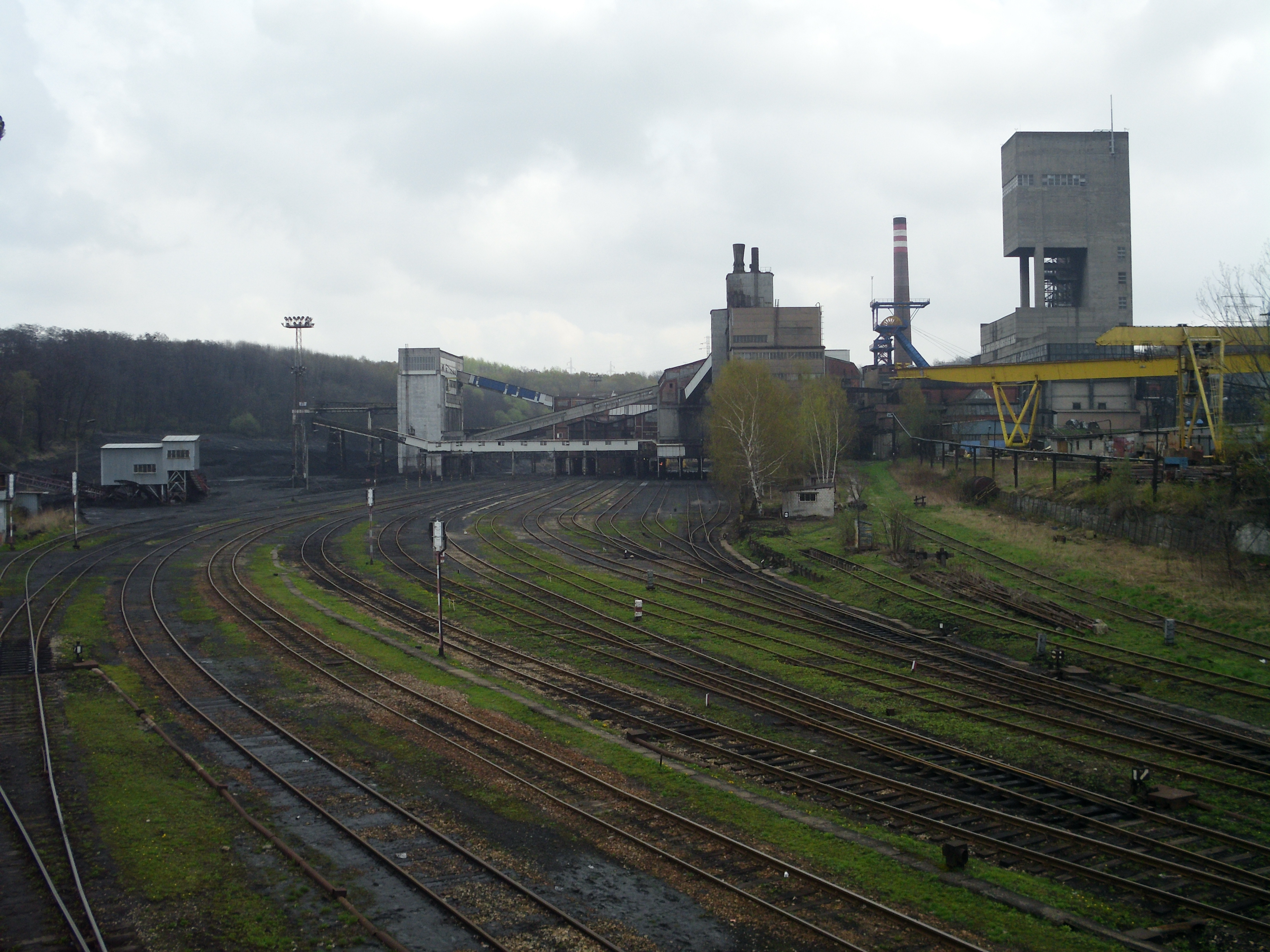
Widok kopalni w 2012 r.
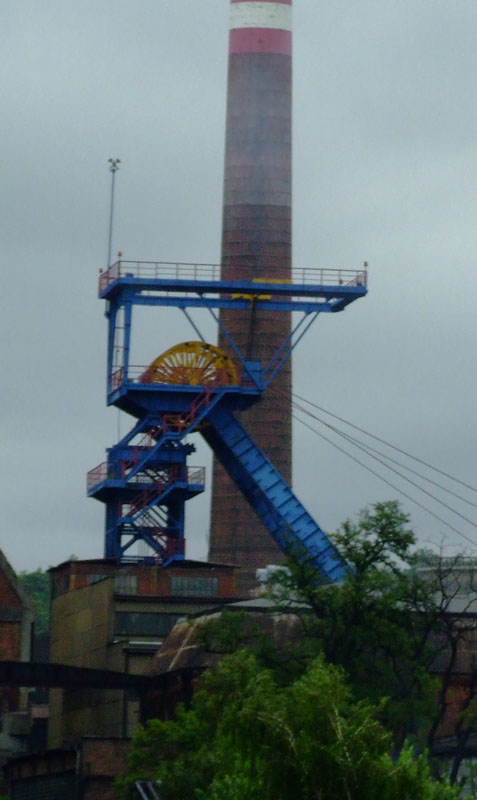
Nadszybie "Chrobry I" projektu Hansa Poelziga z około 1915 roku
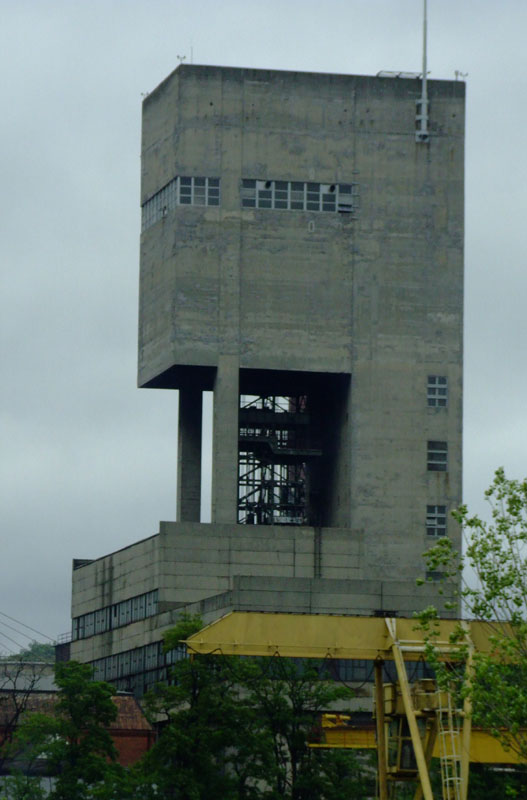
Szyb "Chrobry II" z 1970 roku